# João Aguiar
João Casimiro Namorado de Aguiar (* 26. Oktober 1943 in Lissabon; † 3. Juni 2010 ebenda) war ein portugiesischer Schriftsteller.

## Biografie
Aguiar, der seine Kindheit in seiner Geburtsstadt Lissabon sowie in Beira in der damaligen portugiesischen Überseeprovinz Mosambik verbrachte, studierte nach dem Schulbesuch Journalismus an der Université Libre de Bruxelles. Nach seiner Rückkehr nach Portugal 1976 war er als Journalist bei der öffentlich-rechtlichen Rundfunkanstalt Rádio e Televisão de Portugal tätig. Außerdem war er als Journalist und Redakteur bei den Tageszeitungen Diário de Notícias, A Luta, Diário Popular, O País sowie Sábado tätig. 1981 wurde er Mitarbeiter der Presseabteilung des Gesundheitsministeriums.
Als Schriftsteller widmete er sich in seinen Werken überwiegend der ehemaligen portugiesischen Kolonie Macau, das er Ende der 1980er Jahre erstmals besuchte.
Zu seinen wichtigsten Romanen, die im Verlag Livros do Oriente erschienen, gehören:
- O canto dos fantasmas, 1990[1]
- Os Comedores de Pérolas (Die Perlenesser von Macau), 1992
- Inês de Portugal (Die Hofdame), 1997[2]
- O Dragão de Fumo (Der Tabakdrachen), 1998
- A Catedral Verde (Die grüne Kathedrale), 2000
- O Tigre Sentado (Der sitzende Tiger), 2005

Zuletzt veröffentlichte João Aguiar 2008 mit O Priorado do Cifrão eine Krimi-Persiflage auf Dan Browns Welterfolg Sakrileg. Darüber hinaus war er als Jugendbuchautor sehr populär, die Reihe O Bando dos Quatro zählt weit über 20 Bände.
Daneben erschienen Auszüge seiner Werke in der Zeitschrift Jornal Ponto Final.